# Johann Gerhard (Theologe)

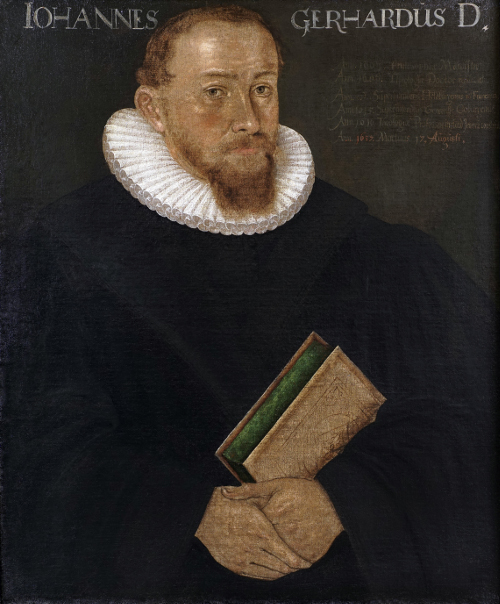
Johann Gerhard (um 1618), Porträt in der Friedrich-Schiller-Universität Jena

Johann Gerhard, auch Johannes Gerhard (* 17. Oktober 1582 in Quedlinburg; † 17. August 1637 in Jena) war ein deutscher lutherischer Theologe und gilt als ein bedeutender Vertreter der lutherischen Orthodoxie.

## Leben
Geboren als Sohn des Ratsherrn Bartholomäus Gerhard aus Quedlinburg und dessen Ehefrau Margaretha (geb. Berndes; gest. 27. Januar 1624) und Bruder des Juristen und Kanzlers Andreas Gerhard, besuchte er die Schule seiner Heimatstadt. Seine Schulhefte von 1595 sind erhalten. Sie waren bei ihrer Entdeckung 2012 die ältesten bekannten Dokumente ihrer Art und geben Einblick sowohl in seinen Arbeitsstil – er arbeitete sehr strukturiert und hatte eine sehr akkurate Handschrift – als auch in den Schulalltag dieser Zeit. Gerhard immatrikulierte sich 1599 an der Universität Wittenberg, wo er sich zunächst dem philosophischen Grundstudium widmete. Nebenbei besuchte er an der theologischen Fakultät die Vorlesungen von Leonhard Hutter und Salomon Gesner. Ursprünglich hatte Gerhard ein Studium der Medizin im Sinn. Dazu begleitete er den Sohn seines Vetters als Präzeptor 1603 an die Universität Jena. Eine Erkrankung brachte ihn von seiner Bestimmung zum Mediziner ab und er wechselte unter dem damals in Quedlinburg tätigen Pfarrer Johann Arndt zur Theologie.

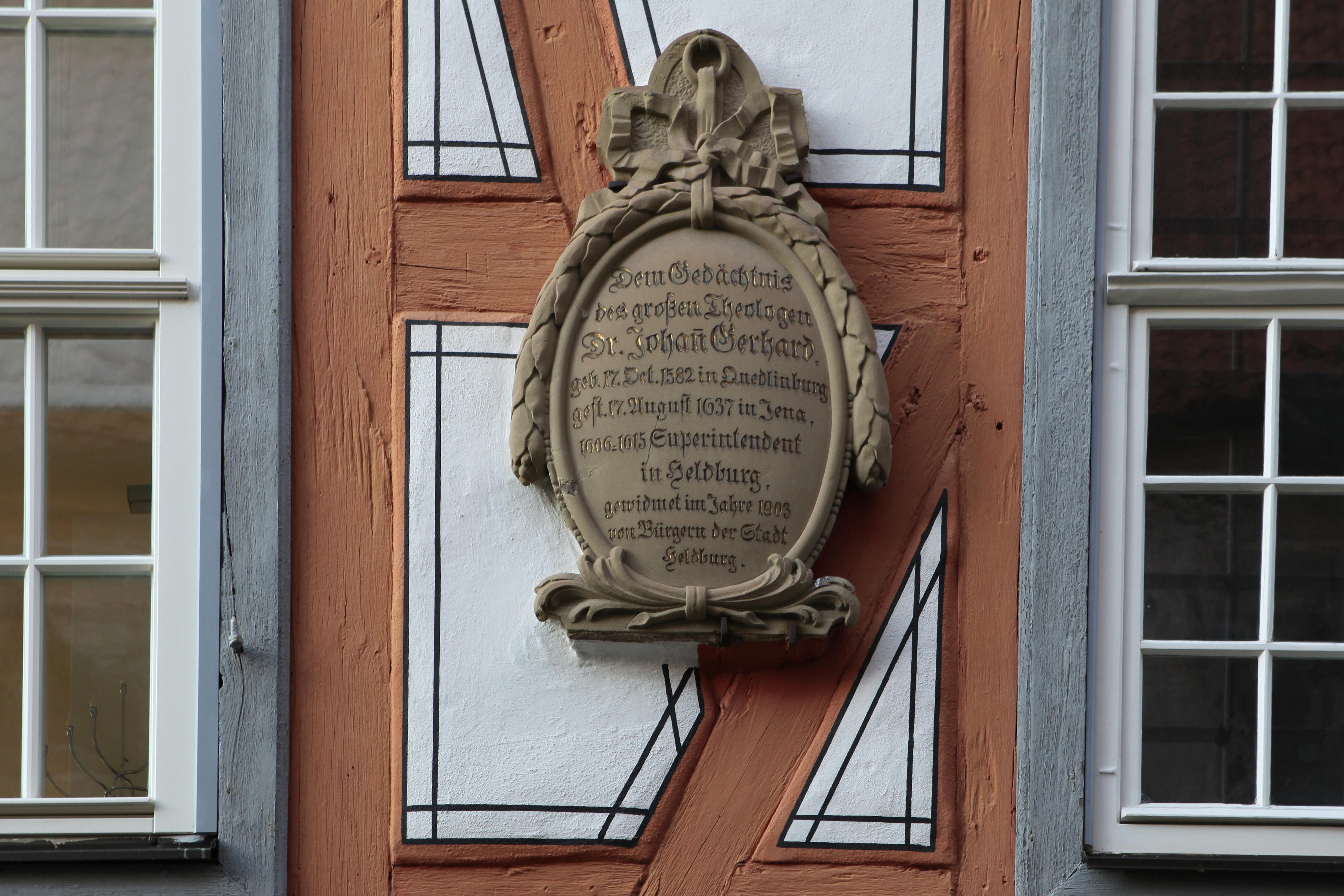
Gedenktafel am Pfarrhaus in Heldburg

Nachdem er sich den akademischen Grad eines Magisters erworben hatte, wechselte er 1604 an die Universität Marburg, wo er bei Balthasar Mentzer dem Älteren und Johannes Winckelmann unterkam. Im Frühjahr 1605 unternahm er mit Mentzer eine Reise, die ihn an die Universität Heidelberg, an die Universität Straßburg, die Universität Tübingen und andere Orte führte. So erweiterte er seinen Gesichtskreis und kehrte im September 1605 zurück nach Jena, wo er als Adjunkt Vorlesungen hielt. 1606 wurde er zum Doktor der Theologie promoviert und ging für neun Jahre als Superintendent nach Heldburg. Außerdem bekam Gerhard ein Lehramt am Gymnasium in Coburg. Er führte im Coburg’schen Land Kirchenvisitationen durch und erarbeitete 1615 die Kirchenordnung des Herzogtums Sachsen-Coburg neu. Im gleichen Jahr berief ihn Herzog Johann Casimir als Generalsuperintendenten nach Coburg. Am 24. Februar 1615 hielt Gerhard in Heldburg seine Abschiedspredigt und trat sein neues Amt in Coburg an. Im Sommer 1616 ging er trotz vieler anderer Offerten an die Universität Jena, wo er bis zu seinem Tod Professor der Theologie blieb. Zudem beteiligte sich Gerhard an den organisatorischen Aufgaben der Jenaer Salana. So war er einige Male Dekan der theologischen Fakultät und in den Wintersemestern 1617, 1623, 1629, 1635 Rektor der Alma Mater.

## Familie
Johann Gerhard war zweimal verheiratet. In erster Ehe heiratete er am 19. September 1608 Barbara (* 23. November 1594 in Weimar; † 30. Mai 1611 in Jena, begraben am 2. Juni 1611 in der Johanniskirche in Jena), die Tochter des Johann Georg Neumajer und seiner Frau Elisabeth (geb. Schröder später verh. mit Johann Major, Professor in Jena). Aus dieser Ehe stammte der in Heldburg geborene Sohn Johann Georg Gerhard (* 24. Dezember 1610; † 10. Januar 1611, Gedenkplatte an der Heldburger Friedhofskapelle St. Leonhard). In zweiter Ehe heiratete er am 1. März 1614 Maria, die Tochter des Gothaer Bürgermeisters und Arztes Johann Mattenberg (ehemals Leibarzt des französischen Königs Heinrich IV.) aus Gotha. Die Trauung fand auf Schloss Heldburg in Anwesenheit von Herzog Johann Casimir statt: „er führte den Bräutigam selbst zur Kirche, gieng ihm zur lincken Hand“. Aus dieser Ehe stammen zehn Kinder. Von diesen sind Georg Sigismund Gerhard, Magareta Gerhard, Elisabeth Gerhard, Johann Ernst Gerhard der Ältere, Johannes Gerhard, Maria Gerhard, Polykarp Gerhard, Johann Friedrich Gerhard, Johann Andreas Gerhard und Anna Christina Gerhard bekannt. Vier Kinder verstarben bereits vor ihrem Vater.

## Theologische Bedeutung
Johann Gerhards Wirken zeigt beispielhaft, dass der oft geäußerte Vorwurf, die lutherische Orthodoxie sei nur an der „rechten Lehre“ und weniger am praktischen Leben interessiert gewesen, bei vielen ihrer Vertreter auf Vorurteilen beruht. So verfasste er – ähnlich wie sein Lehrer Johann Arndt – neben theologischen Werken auch Erbauungsliteratur und enthielt sich in den theologischen Konflikten weitgehend der Polemik. In seinen Loci theologici endet jedes Lehrstück mit einem Abschnitt de usu (über den Gebrauch), in dem der praktische Nutzen für das christliche Leben verdeutlicht wird.
Führend war Johann Gerhard in der Abwehr der Lehre des Danziger Theologen Hermann Rathmann, der behauptet hatte, dass der Bibelleser zunächst unabhängig vom Bibelwort den Heiligen Geist empfangen müsse, um die Bibel überhaupt verstehen zu können (Rahtmannscher Streit).

## Werke

### Erstausgaben
- Loci theologici. 9 Bände, 1610–1622 (wichtigste orthodoxe Dogmatik; Online).
- Confessio catholica. 4 Bände, 1634–1637.
- Harmonia Evangelistarum. 1626/1627.
- Meditationes sacrae ad veram pietatem excitandam. 1606.
- Exercitium pietatis quotidianum. 1612, 1615 (Gebetbuch).
- Methodus studii theologici. 1620.
- Schola pietatis. 1622/1623.
- Disputationes isagogicae. 1634.

### Übersetzungen, Neuherausgaben
Gerhards Meditationes sacrae wurde neben der Lutherbibel das bekannteste und erfolgreichste protestantische Meditationsbuch: noch unvollständige Recherchen ermittelten über 220 Auflagen in 16 Sprachen. So können hier nur Beispiele genannt werden.
- A Christian Mans weekes Worke. or The dayly Watch of the Soule. Printed at London by T.S. in Fleetstreet, 1611.
- Meditationes sacrae oder Heilige Betrachtungen, neu aus dem Lateinischen übersetzt von Carl Julius Böttcher, Leipzig und Dresden, Justus Naumann, ²1862.
- Ausführliche schriftmässige Erklärung der beiden Artikel von der heiligen Taufe und dem heiligen Abendmahl. Gustav Schlawitz, Berlin 1868 (zuerst gedruckt und verlegt zu Jena durch Tobias Steinmann im Jahr 1610).
- Enchiridion consolatorium oder Tröstliches Handbüchlein Johann Gerhard’s wider den Tod und die Anfechtungen beim Todeskampfe, aus dem Lateinischen übersetzt von Carl Julius Böttcher. Justus Naumann, Leipzig 1877.
- Meditations on Divine Mercy, translated by M.C. Harrison (President of The Lutheran Church-Missouri Synod), Concordia Publishing House, St. Louis 1992/2003.

Weitere übersetzte Werke
- Von der Heiligen Schrift (Originaltitel: Exegesis sive uberior explicatio articulorum de Scriptura Sacra, de Deo et de persona Christi in tomo primo Locorum Theologicorum concisius tractatorum, Jena 1625), übersetzt von Heinrich Wiegand Kummer, herausgegeben von Thomas Kothmann, Neuendettelsau 2019.

### Handschriften
- Handschriftlicher Nachlass Johann Gerhards in der Handschriftendatenbank HANS der zur Universität Erfurt gehörenden Forschungsbibliothek Gotha
- Handexemplar der Lutherbibel von 1541: Scan

### Kritische Werkausgaben
- Johann-Gerhard-Archiv (= Doctrina et Pietas, Reihe I, Bd. 1–13), hrsg. von Johann Anselm Steiger. Frommann-Holzboog, Stuttgart-Bad Cannstatt 1997 ff., ISBN 978-3-7728-1896-7.
- Johann Anselm Steiger (Hrsg. u. komm.): Johann Gerhard, Meditationes Sacrae (1603/4). Mit einem Faksimile des Autographs. Doctrina et Pietas Abt. I, Band 2. Frommann-Holzboog, Stuttgart-Bad Cannstatt 1998, ISBN 3-7728-1823-4.
- Johann Anselm Steiger (Hrsg. u. komm.): Johann Gerhard, Meditationes Sacrae (1606/7). Lateinisch-deutsch. 2 Bände, Doctrina et Pietas Abt. I, Band 3,1-2. Frommann-Holzboog, Stuttgart-Bad Cannstatt 2000, ISBN 3-7728-1824-2.

## Gedenktag
- Evangelische Kirche in Deutschland: 17. August im Evangelischen Namenkalender[3]
- Lutherische Kirche – Missouri-Synode: 17. August[4]

### Nachschlagewerke
- Gerhardus, Joannes, zu Quedlinburg gebohren. In: Johann Heinrich Zedler: Grosses vollständiges Universal-Lexicon Aller Wissenschafften und Künste. Band 10, Leipzig 1735, Sp. 1101–1104.
- Johann Gerhard. In: Johann Samuel Ersch, Johann Gottfried Gruber: Allgemeine Encyclopädie der Wissenschaften und Künste. Theil 60, Brockhaus, Leipzig 1866, S. 475 (Digitalisat).
- Julius August Wagenmann: Gerhard, Johann. In: Allgemeine Deutsche Biographie (ADB). Band 8, Duncker & Humblot, Leipzig 1878, S. 767–771.
- Franz Lau: Gerhard, Johann. In: Neue Deutsche Biographie (NDB). Band 6, Duncker & Humblot, Berlin 1964, ISBN 3-428-00187-7, S. 281 (Digitalisat).
- Friedrich Wilhelm Bautz: Gerhard, Johann. In: Biographisch-Bibliographisches Kirchenlexikon (BBKL). Band 2, Bautz, Hamm 1990, ISBN 3-88309-032-8, Sp. 215–216 (Artikel/Artikelanfang im Internet-Archive).

### Studien
- Jörg Baur: Die Leuchte Thüringens. Johann Gerhard (1582–1637). Zeitgerechte Rechtgläubigkeit im Schatten des Dreißigjährigen Krieges. In: Jörg Baur: Luther und seine klassischen Erben. Theologische Aufsätze und Forschungen. Mohr, Tübingen 1993, ISBN 3-16-146055-3, S. 335–356.
- Helmut Claus: Bibliotheca Gerhardiana. Eigenart und Schicksal einer thüringischen Gelehrtenbibliothek des 17. Jahrhunderts. Landesbibliothek, Gotha 1968.
- Tim Christian Elkar: Leben und Lehre. Dogmatische Perspektiven auf lutherische Orthodoxie und Pietismus. Studien zu Gerhard, König, Spener und Freylinghausen. Lang, Frankfurt am Main 2015, ISBN 978-3-631-65605-1.
- Glenn K. Fluegge: Johann Gerhard (1582–1637) and the Conceptualization of Theologia at the Threshold of the »Age of Orthodoxy«. The Making of the Theologian (= Oberurseler Hefte. Ergänzungsband 21). Edition Ruprecht, Göttingen 2018, ISBN 978-3-8469-0300-1.
- Christian Herrmann: Schriftauslegung als Lebensvollzug. Erwägungen zum Schriftgebrauch in Anlehnung an Johann Gerhard. In: Kerygma und Dogma, Bd. 43 (1997), S. 164–183.
- Christian Herrmann: Schöpfung als Herrschaftsakt. Überlegungen zur Bedeutung der annihilatio mundi im Anschluß an Johann Gerhard. In: Kerygma und Dogma, Bd. 44 (1998), S. 123–144.
- Fritz Roth: Restlose Auswertungen von Leichenpredigten und Personalschriften für genealogische und kulturhistorische Zwecke. Band 5, R 4193. Selbstverlag, Boppard am Rhein 1967.
- Johann Anselm Steiger: Johann Gerhard (1582–1637). Studien zu Theologie und Frömmigkeit des Kirchenvaters der lutherischen Orthodoxie (= Doctrina et Pietas. Abt. I, Band 1). Frommann-Holzboog, Stuttgart-Bad Cannstatt 1997, ISBN 3-7728-1822-6.
- Johann Anselm Steiger (Bearb. u. hrsg. unter Mitw. v. Peter Fiers): Bibliographia Gerhardina. 1601–2002. Verzeichnis der Druckschriften Johann Gerhards (1582–1637) sowie ihrer Neuausgaben, Übersetzungen und Bearbeitungen (= Doctrina et pietas. Bd. 1,9). Frommann-Holzboog, Stuttgart-Bad Cannstatt 2003, ISBN 3-7728-1930-3.